# FPT Group
FPT Group или FPT Corporation (Корпорация по финансированию и продвижению технологий, Công ty Phát triển và Đầu tư Công nghệ) — крупнейшая компания Вьетнама в сфере информационных технологий, входит в число двадцати крупнейших компаний страны. Штаб-квартира расположена в Ханое, крупные филиалы — в Хошимине и Дананге, отделения — в 19 странах мира (Япония, США, Германия, Франция, Словакия, Сингапур, Малайзия, Австралия). Дочерние структуры FPT Group занимаются аутсорсингом программного обеспечения, телекоммуникационным бизнесом, операциями с недвижимостью, финансовыми услугами и образованием.
FPT является официальным дистрибьютором более 30 международных технологических гигантов во Вьетнаме (Acer, Adobe Systems, Apple, Asus, Cisco, Corel, Dell, Hewlett-Packard, HTC, IBM, Intel, Kingston Technology, Lenovo, Linksys, Microsoft, Oracle, Philips, Red Hat, SAP, Seagate Technology, Symantec, Transcend), имеет сеть из 1,500 агентов в 63 провинциях и городах страны. Розничная сеть FPT насчитывает более 160 магазинов электроники.
Акции FPT Corporation котируются на фондовых биржах Хошимина и Ханоя, а также входят в листинг рейтинга Asia 300 компании Nikkei.  

## История

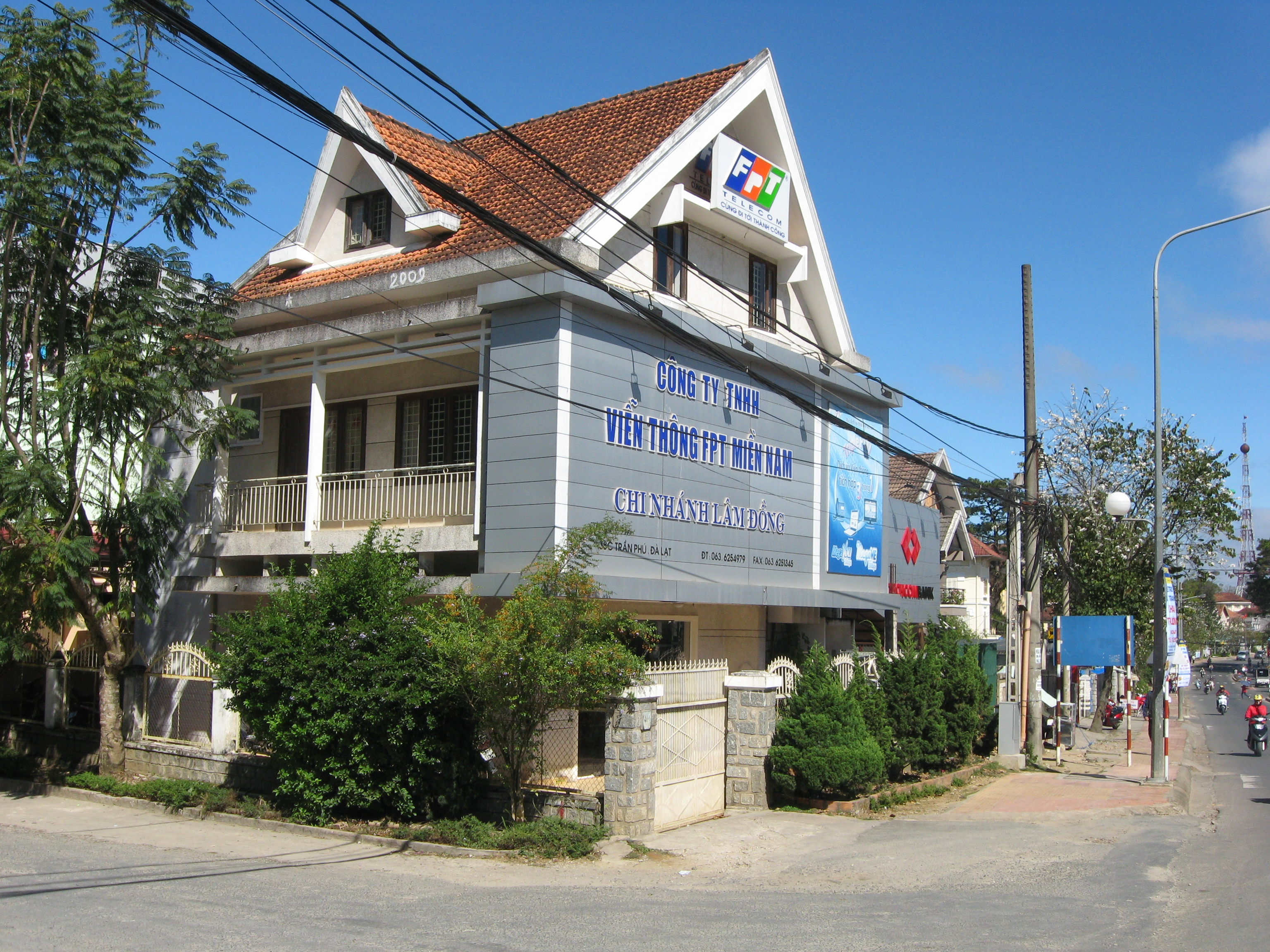
Реклама FPT Telecom

В 1988 году Вьетнамский национальный институт технологических исследований основал государственную «Технологическую компанию пищевой промышленности» (Food Processing Technology Company, сокращённо — FPT). В 1990 году компания переориентировалась на информационные технологии и обслуживание компьютерной техники, поменяв название на «Корпорация по финансированию и продвижению технологий» (Corporation for Financing and Promoting Technology, аббревиатура FPT при этом сохранилась).
В 1994 году, после снятия американского эмбарго, FPT превратилась в крупного поставщика компьютеров и офисной техники марок IBM, Compaq и HP, а также стала официальным агентом ведущих международных корпораций, вышедших на вьетнамский рынок. 
В 1999 году была основана компания FPT Software, вскоре ставшая основным активом группы и крупнейшим экспортёром программного обеспечения Вьетнама.
В 2006 году был основан FPT University — первый частный университет во Вьетнаме. В 2008 году FPT Corporation совместно с другими акционерами (DOJI Gold and Gems Group, Vietnam Mobile Telecom Services Company, Vietnam National Reinsurance Corporation и SBI Ven Holding) основала Tien Phong Commercial Joint Stock Bank (TPBank).
В 2014 году FPT приобрела словацкую компанию RWE IT Slovakia (бывшее ай-ти подразделение немецкой группы RWE). В 2015 году FPT получила лицензию на создание телекоммуникационной сети и предоставление услуг связи в Мьянме.

## Университет

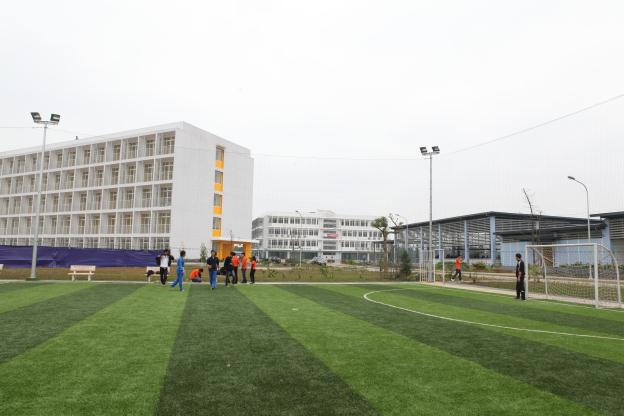
Кампус университета FPT в уезде Тхатьтхат

Университет FPT, основанный в 2006 году, имеет три кампуса и насчитывает 18 тыс. студентов. Кампусы расположены в Ханое (Hoa Lac High Tech Park в уезде Тхатьтхат), Хошимине и Дананге. Университет готовит высококлассных программистов, инженеров, менеджеров и экономистов. Партнёрами университета FPT выступают Microsoft и британский университет Гринвича.

## Структура
- FPT Software
- FPT Information System
- FPT Telecom
- FPT Online
- FPT Trading
- FPT Digital Retail
- Tien Phong Bank
- FPT Securities
- FPT Capital
- FPT Ventures
- FPT Education
- FPT City